# 皆川迪夫
皆川迪夫（みなかわ みちお、1920年2月5日 - 2010年10月12日）は日本の内務・自治官僚。行政局選挙部長、消防庁次長、大臣官房長、行政局長、総理府人事局長、総理府総務副長官（事務担当）、危険物保安技術協会理事長、全国町村会事務総長、日本消防検定協会理事長などを歴任。東京都世田谷区玉川田園調布2丁目在住。

## 来歴
福島県出身。東京帝国大学法学部政治学科卒業。1944年9月 内務省に入省。東京都属。1947年 高等試験行政科に合格。1954年6月 兵庫県総務部地方課長。その後は自治庁選挙局選挙課長、福島県総務部長、自治省大臣官房総務課長、兵庫県総務部長などを歴任。1967年12月 大臣官房参事官。1968年8月 行政局選挙部長。1970年6月 消防庁次長。1971年7月 大臣官房長。1972年6月20日 行政局長。同年12月 総理府人事局長。1974年11月11日 総理府総務副長官（事務担当）。1976年10月1日 退官。同年11月 危険物保安技術協会理事長。1981年1月 全国町村会事務総長。1986年10月 日本消防検定協会理事長。1993年6月 勲二等旭日重光章受章。2010年10月12日 虚血性心不全で死去。